# Fossa Carolina

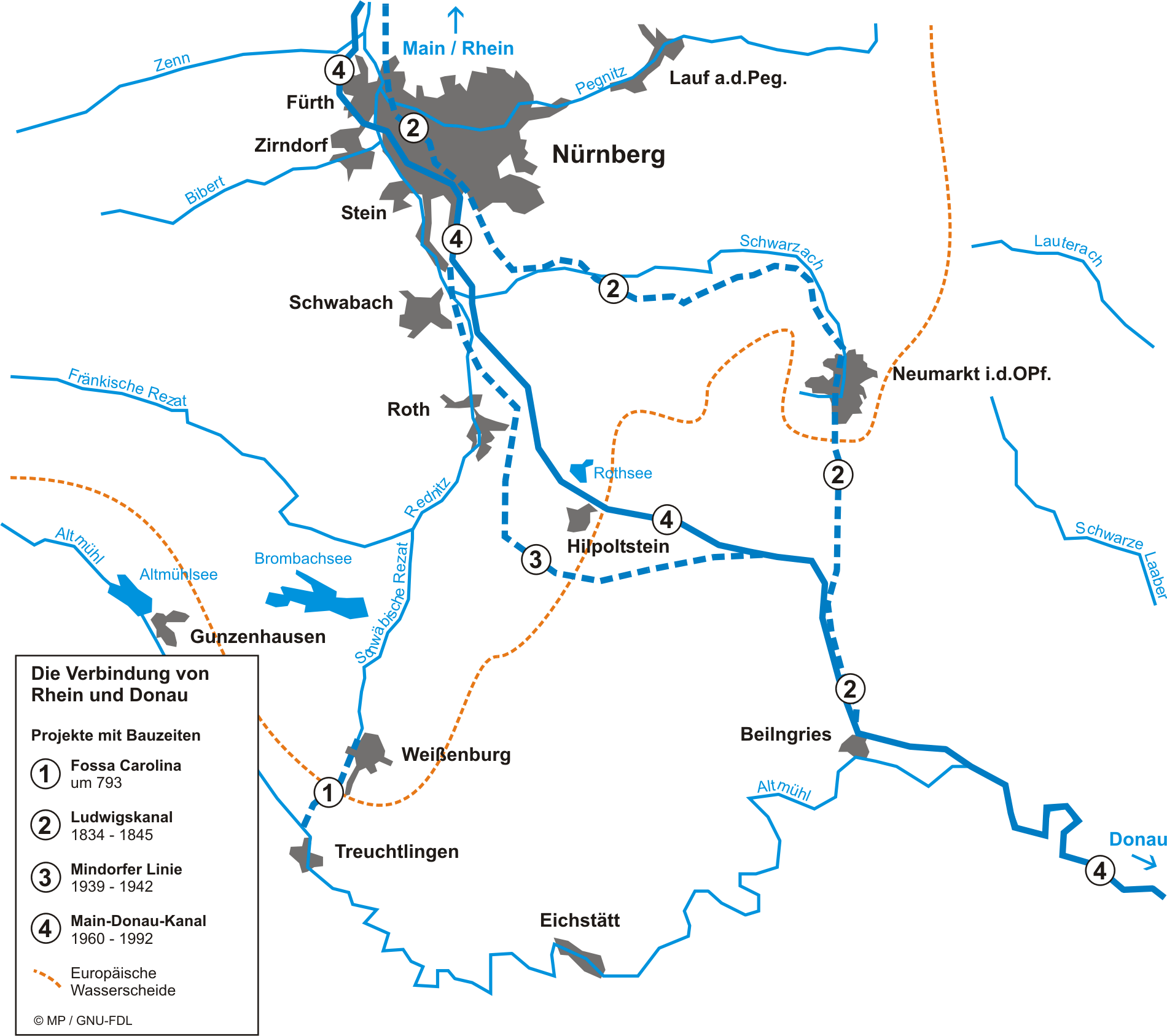
1 - kanał Fossa Carolina

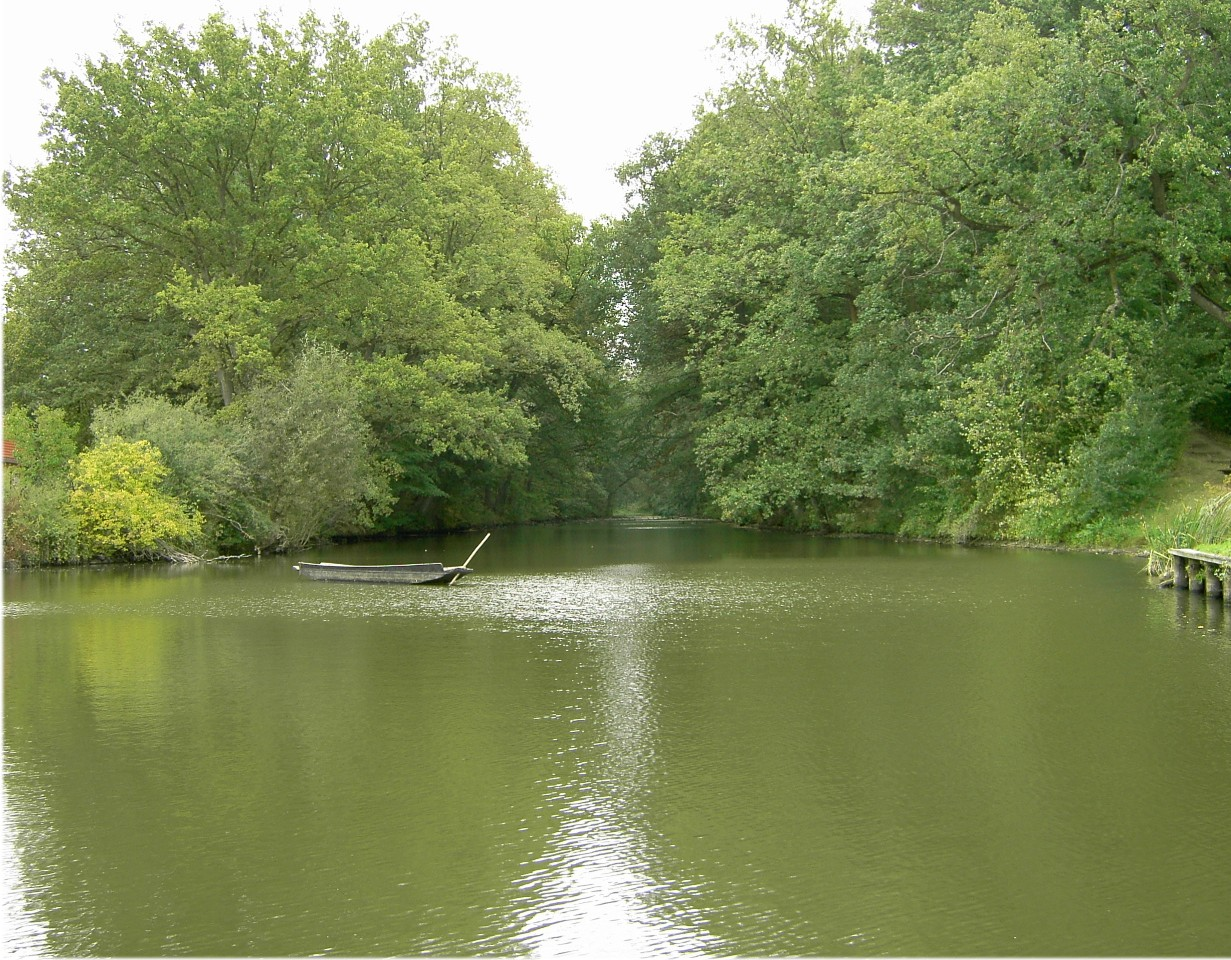
Pozostałość Fossa Carolina

Fossa Carolina lub Karlsgraben – kanał żeglowny łączący rzekę Schwäbische Rezat i rzekę Altmühl (pomiędzy dorzeczem rzeki Ren i dorzeczem rzeki Dunaj). Kanał powstał w średniowieczu na długo przed kanałem Ludwika i kanału Ren–Men–Dunaj. Kanał ten był pierwszym, który łączył dorzecza Renu i dorzecza Dunaju. Do czasów współczesnych przetrwało tylko około 500 metrów kanału.
W 793 roku Karol Wielki nakazał wykopać kanał o długości 3 km z Treuchtlingen do Weißenburg in Bayern. Przypuszcza się, że celem jego powstania była poprawa transportu towarów między Nadrenią i Bawarią. 
Inna teoria (mniej wiarygodna) mówi, że głównym motywem Karola była chęć przywrócenia żeglugi okrętów wojennych od Dunaju do Renu. Według niektórych współczesnych kronikarzy, kanał został niedokończony z powodu ulewnych deszczów i problemów geologicznych. Inne źródła jednak pozwalają sądzić, że kanał został ukończony i oddany do użytku. Kanał ten posiadał kilka stawów, grobli i tam.